# Gran Premio Industria e Commercio di Prato 1970
Il Gran Premio Industria e Commercio di Prato 1970, venticinquesima edizione della corsa, si svolse il 30 agosto 1970 su un percorso di 230 km, con partenza e arrivo a Prato. Fu vinto dall'italiano Marcello Bergamo della Filotex davanti allo svedese Tomas Pettersson e all'italiano Fabrizio Fabbri.

## Ordine d'arrivo (Top 10)
| Pos. | Corridore          | Squadra           | Tempo    |
| ---- | ------------------ | ----------------- | -------- |
| 1    | Marcello Bergamo   | Filotex           | 5h46'00" |
| 2    | Tomas Pettersson   | Ferretti          |          |
| 3    | Fabrizio Fabbri    | Filotex           |          |
| 4    | Giuseppe De Simone | Cosatto-Marsicano |          |
| 5    | Attilio Rota       | Dreher            |          |
| 6    | Gösta Pettersson   | Ferretti          |          |
| 7    | Aldo Moser         | Zimba-G.B.C.      |          |
| 8    | Donato Giuliani    | Filotex           |          |
| 9    | Oliviero Morotti   | Sagit             |          |
| 10   | Giorgio Favaro     | Sagit             |          |